# Прапор Марокко
Пра́пор Маро́кко — державний символ Королівства Марокко, офіційно затверджений 17 листопада 1915.

## Опис і символіка
Основними кольорами є червоний та зелений. На червоному стязі посередині, займаючи уявно 1/3 ширини прапора, розміщена зелена п'ятираменна зірка (пентаграма) або Печатка Соломона. Червоний колір має велику історичну значимість для Королівства. Він символізує походження відомої у Марокко династії Алавітів від Хасана, котрий був внуком великого пророка Мухаммеда. Також червоний є кольором шерифів Мекки.
Згідно із давніми традиціями багато символізму пов'язано із кольорами. Кольори на прапорі Марокко символізують:
- червоний — витривалість, хоробрість, силу і звитягу;
- зелений — надію, радість та любов. У багатьох культурах зелений колір має сакральне значення і є традиційним кольором Ісламу.

## Історія
Із 17-го століття, за часів правління династії Алавітів прапор країни був просто червоним. А уже у 1915 році за правління Мулая Юсуфа до національного прапора було додано зелену зірку. В часи, коли султанат Марокко перебував під контролем Іспанії та Франції, національний прапор використовувався лише всередині країни. Використання символіки на морі було заборонено. Уже в березні 1956, коли Франція визнала незалежність Марокко, а в квітні було надано незалежність Іспанському Марокко, прапор Марокко знову став державним. У статті № 7 Преамбули із Конституції Марокко є положення про державний прапор країни:
«Державним символом Королівства є червоний прапор із п'ятипроменевою зіркою в центрі…»

Алавіти 1666—1915

- Алавіти
1666—1915